# Edvard Julius Breitholtz
Edvard Julius Breitholtz, född 22 juli 1830 i Stockholm, död där 23 maj 1912, var en svensk militär (generallöjtnant).

## Biografi
Breitholtz var son till översten vid Vendes artilleriregemente Claes Josef Breitholtz. Han inledde sin militära bana som kadett vid Karlberg 1847, blev officer vid Svea artilleriregemente i Stockholm 1851 och utnämndes efter sin bror Claës Gustaf Breitholtz (1828–1885) till överste och chef för regementet. År 1886 blev han ledamot av krigsvetenskapsakademien och samma år närvarade han på offentligt uppdrag de ryska höstmanövrerna. Åren 1886–1890 var Breitholtz ledamot av krigshovrätten.
Han utnämndes 1890 till generalmajor i armén, generalfälttygmästare och chef för artilleriet. Som sådan verkade han till 1898, då han utnämndes till generallöjtnant i armén, tog avsked men kvarstod som generallöjtnant i generalitetets reserv till 1908.
Breitholtz var ledamot av ett flertal kommittéer och kommissioner såsom försöken med räfflade kanoner 1861–1863, försök med infanterigevär 1864–1866, artillerikommittén 1875 och krigsundervisningskommissionen 1885. Breitholtz genomförde en rad förbättringar av artilleriet och armén, bland annat införandet av gevär m/96 som standardbeväpning i armén 1896.

### Familj
Breitholtz gifte sig 1859 med Maria Fredrika Jacobina "Jaquette" Odelberg (1838–1922), dotter till Axel Odelberg, och var far till Axel Breitholtz (1862–1958). Makarna Breitholtz är begravda på Solna kyrkogård.

## Utmärkelser
- Kommendör med stora korset av Svärdsorden, 30 november 1895.[1]
- Riddare av andra klassen med briljanter av Ryska Sankt Annas orden, senast 1905.[2]